# Barrage O'Sullivan
Le barrage O'Sullivan (anglais : O'Sullivan Dam) est un barrage hydroélectrique sur la Crab Creek (fleuve Columbia), dans État de Washington, aux États-Unis.
Achevé en 1949 dans le cadre du Columbia Basin Project, son lac de barrage est le lac Potholes, qui a été créé lorsque le barrage a été construit.